# Église San Giuseppe dei Vecchi
 (juillet 2020).
L'église San Giuseppe dei Vecchi (Saint-Joseph-des-Vieillards) est une église monumentale du centre historique de Naples située via Salvatore Tommasi au numéro 20. Elle est dédiée à saint Joseph et à l'Immaculée Conception de Lourdes.

## Histoire
L'église est fondée en 1614 par Andrea Cavallo, père caracciolin, sur le terrain d'une ancienne propriété des Carafa. La petite église et son couvent sont construits rapidement, mais les religieux décident en 1634 de la faire agrandir et embellir selon un projet majestueux de Cosimo Fanzago. Les travaux sont maintes fois interrompus et durent de longues années à cause notamment de l'épidémie de peste de 1656. L'église est finalement consacrée en 1665, alors qu'elle n'est pas encore terminée et que l'édifice n'est recouvert que d'un toit provisoire. Elle est achevée entre 1706 et 1712 par l'architecte Onofrio Parascandalo, fidèle au projet de Fanzago, et en 1732, pour réparer les dommages subis par le tremblement de terre de cette même année, les pères chargent Nicola Tagliacozzi Canale de la restauration et de la consolidation de la structure.
Les pères caracciolins sont expulsés en 1806. Le couvent est affecté à un établissement d'enseignement.

## Description
L'intérieur s'inscrit dans une croix grecque avec l'axe longitudinal plus grand que l'autre. Il est richement décoré de stucs. L'église possède quatre chapelles d'angle et une abside polygonale présentant un arc, semblable à une serlienne, devant un espace destiné à abriter une toile. Une chapelle latérale présente un décor réaliste de la grotte de Lourdes, fort révérée par les Napolitains. On remarque un tableau du XVIIe siècle d'un auteur inconnu représentant La Sainte Famille et dans des chapelles latérales un tableau de Nicola Maria Rossi (à gauche) figurant Saint Michel et un tableau de 1771 d'Antonio Sarnelli (à droite) figurant Saint François Caracciolo, fondateur des caracciolins.
Le portail de piperno a été dessiné par Francesco Solimena. La façade fort simple et presque anonyme est complètement dépouillée et sans aucun ornement.

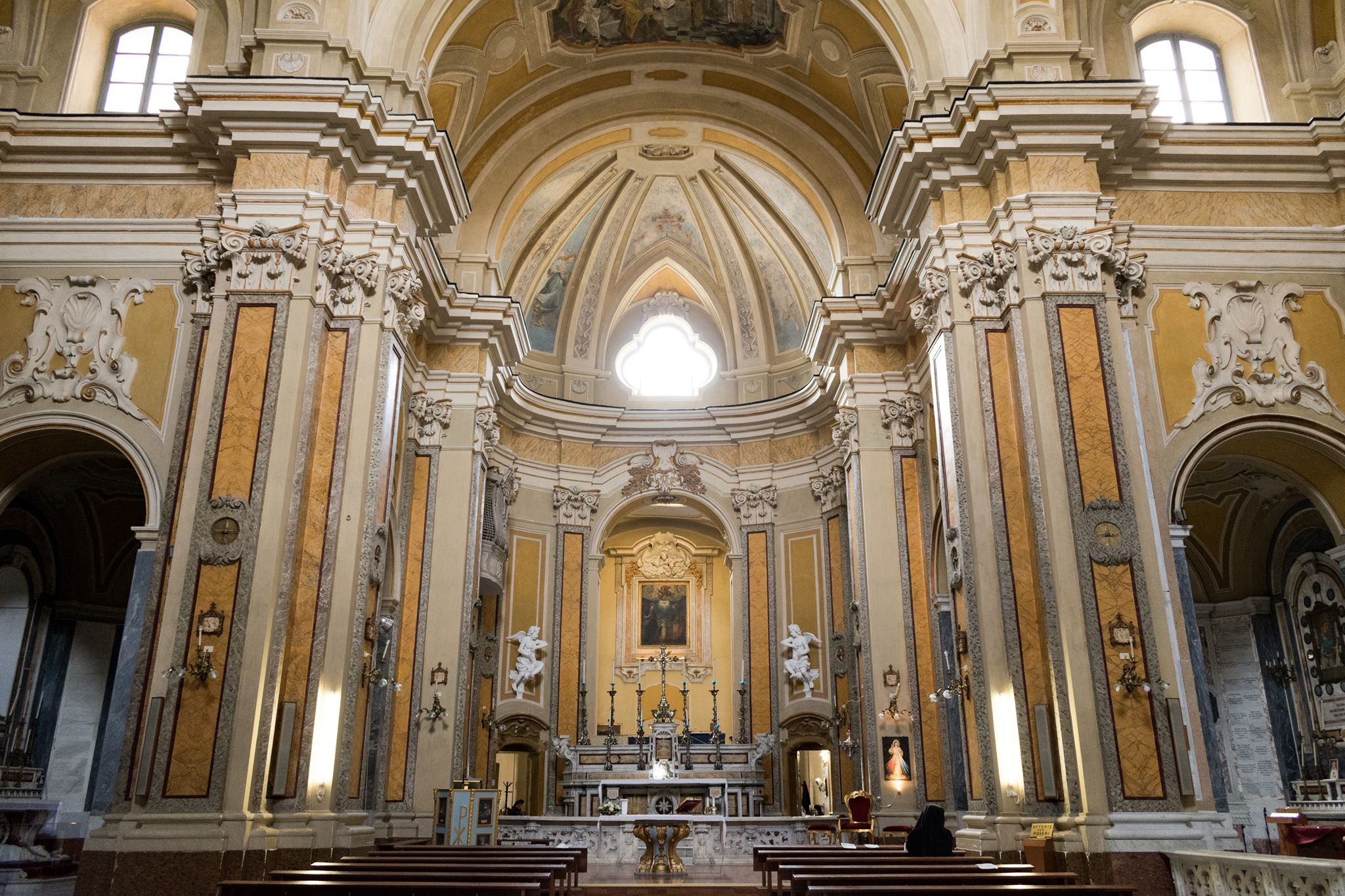
Vue de l'intérieur
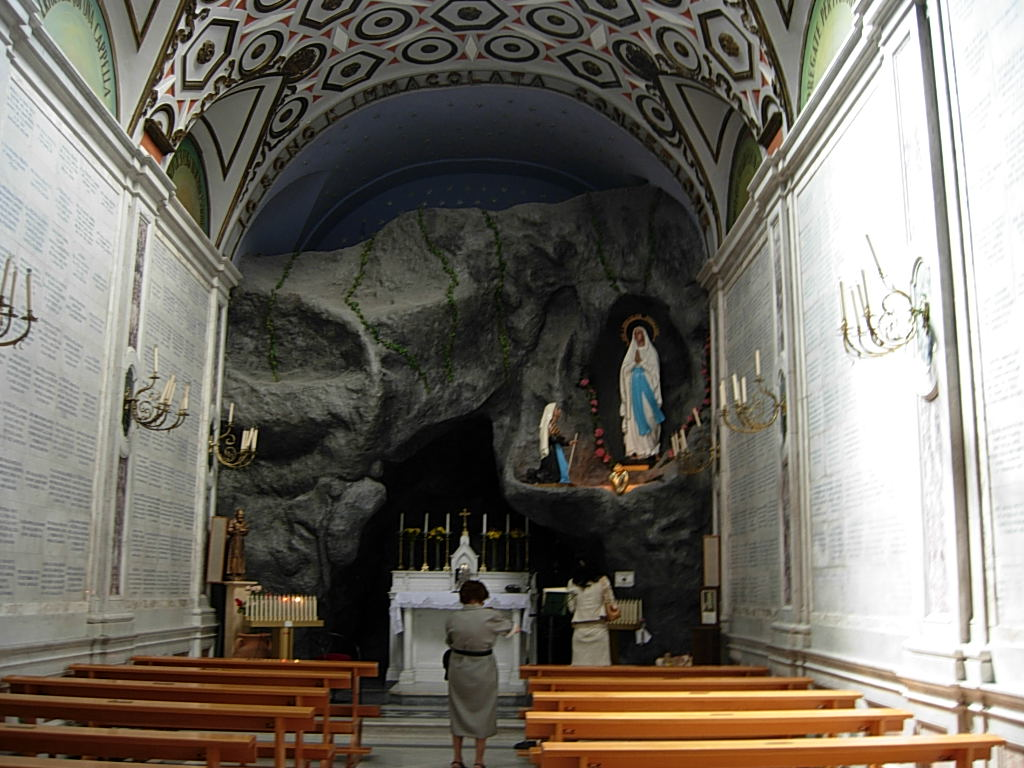
Chapelle de Lourdes

### Source de la traduction
- (it) Cet article est partiellement ou en totalité issu de l’article de Wikipédia en italien intitulé « Chiesa di San Giuseppe dei Vecchi » (voir la liste des auteurs).